# Крюкай (Ионишкский район)
Крюкай — местечко в северной части Литвы (Шяуляйский уезд), в 15 км к северо-востоку от Ионишкиса. Население составляло 533 человека (2011). Город стоит на реках Шешевеле и Шешеве, притоках реки Лиелупе.
Имеется монумент в честь независимости Литвы, построенный в 1928 году, снесённый в советское время и восстановленный в 1989.

## Галерея

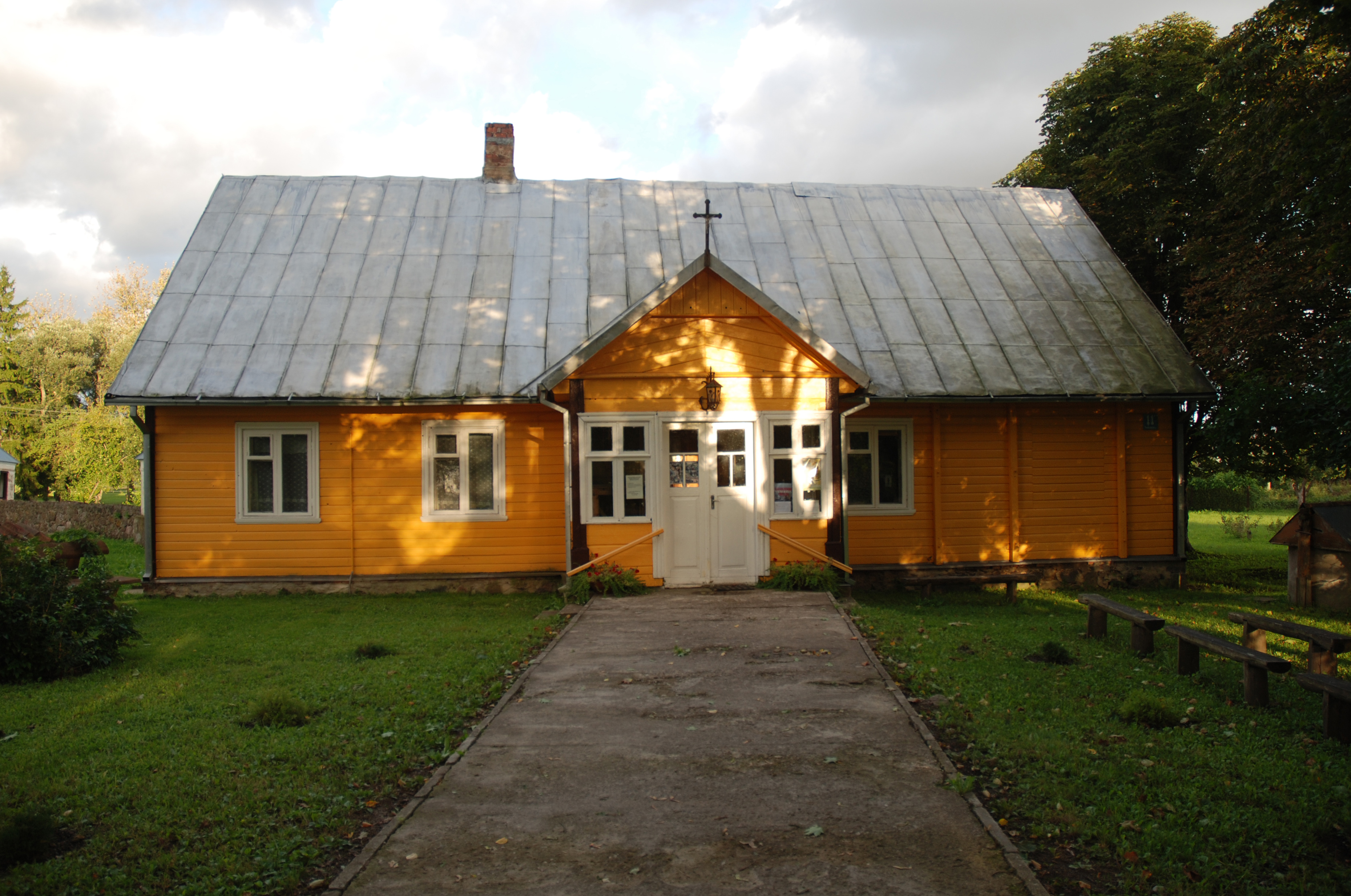
Kriukai chapel
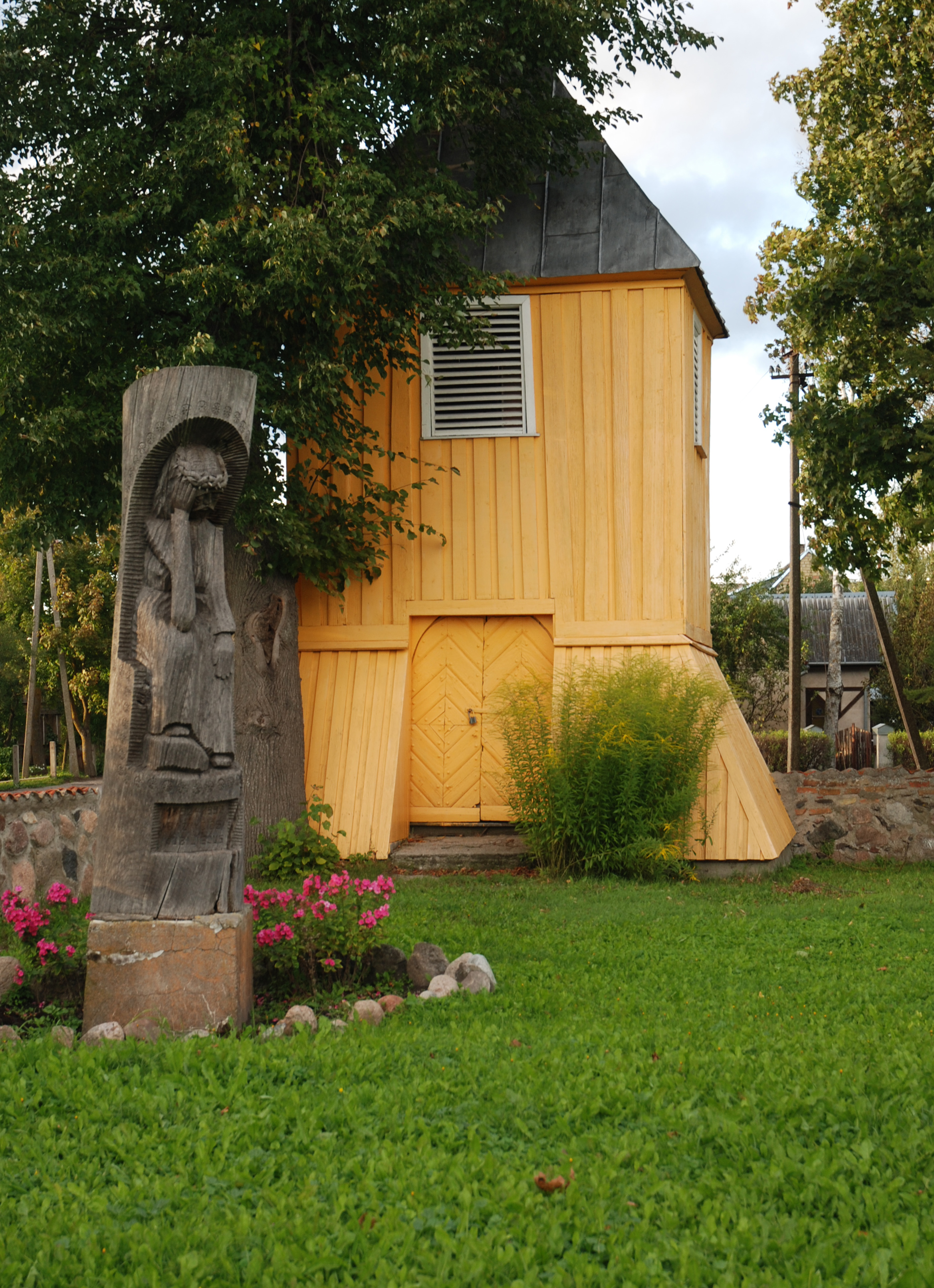
Kriukai church belfry
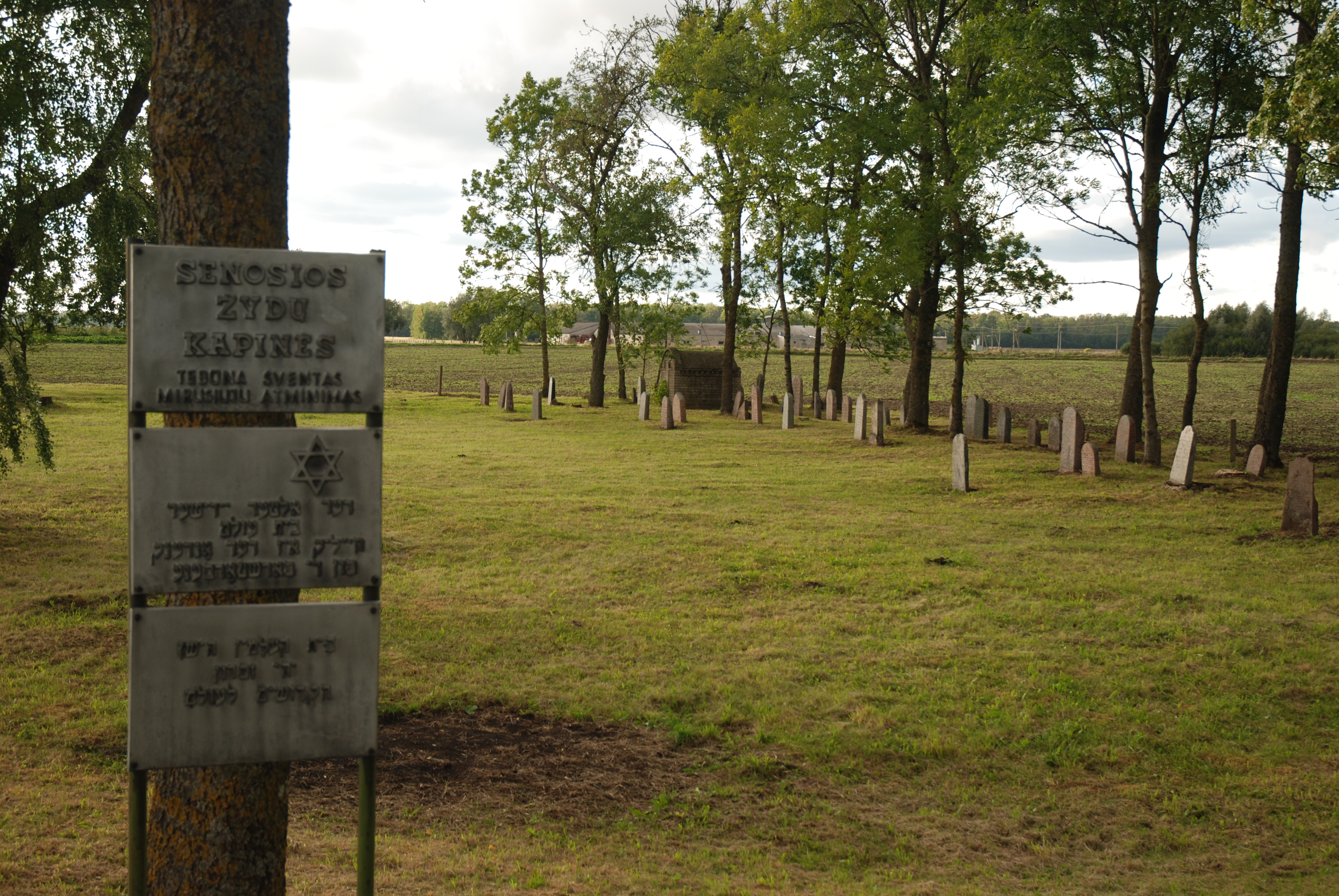
Старое еврейское кладбище

## История
Село Крюкай известно с 1586 года. В 1793 году был выстроен костёл, в 1936 году перестроен, в 1993 году разрушен смерчем (молебны проходят во временной часовне).